# Gerhard Sedlmayr

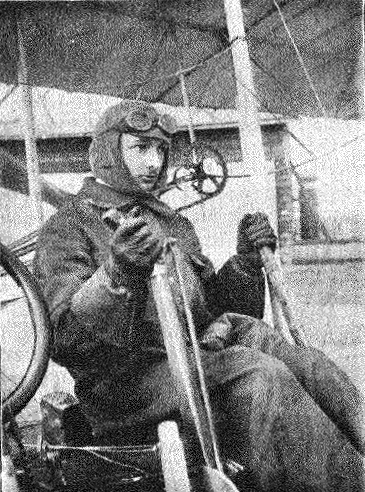
Gerhard Sedlmayr

Andreas Georg Gerhard Sedlmayr (* 2. Juli 1891 in Straßburg; † 31. August 1952 in Goslar) war ein Ingenieur, Flugpionier und Unternehmer.

## Leben
Gerhard Sedlmayr war Sohn des Stabsarztes im Infanterie-Regiment Nr. 105 Andreas Theodor Sedlmayr und dessen Ehefrau Helene Karoline geborene Wiesing. Als Ingenieur-Student wohnte er im Haus Trützschlerstraße 2 in Johannisthal, damals noch bei Berlin.
Sedlmayr war Lehrling und Flugschüler bei den Brüdern Wright. Während seiner Ausbildung stürzte er im September 1911 mit seinem Fluglehrer Paul Engelhard ab; Engelhard kam ums Leben, Sedlmayr überlebte leicht verletzt. Am 20. Februar 1912 erhielt er die Flugzeugführererlaubnis Nr. 162 des Deutschen Luftfahrer-Verbandes. Noch im selben Jahr stellte er bei der Johannisthaler Herbstflugwoche mit sieben Stunden und 42 Minuten einen Gesamtflugzeit-Rekord (aus mehreren Starts) auf. Dieser Flug endete mit der wohl ersten Nachtlandung. Bei der Herbstflugwoche des folgenden Jahres erhielt er für seinen Dauerflug über sechs Stunden und vier Minuten als Erster die Monatsrente der Nationalflugspende. Ebenfalls 1913 stellte er im Juli bei der Kieler Flugwoche einen Höhenrekord von 2763 Metern mit Fluggast auf. Anschließend war Sedlmayr als Fluglehrer bei der LVG in Johannisthal tätig, wo er bei einem Zusammenstoß zweier Etrich Tauben schwer verletzt wurde. Bei Beginn des Ersten Weltkrieges meldete er sich freiwillig und wurde als Flugzeugführer eingesetzt. Den Krieg beendete er als Leutnant der Reserve bei den Fliegertruppen und Träger des Eisernen Kreuzes Erster und Zweiter Klasse.
Sedlmayr zog dann in das Haus Sternplatz 4a und gründete dort Anfang 1919 sein Spezialhaus für AUTOmobil- und FLUGwesen, später Autoflug. Am 19. November 1924 wurde sein gleichnamiger Sohn geboren. In den 1930ern produzierte er Irvin-Fallschirme, die dann zur Standardausrüstung der deutschen Luftwaffe gehörten. Im Zweiten Weltkrieg wurde das Werk zerstört. Sein Sohn baute es 1956 wieder auf und verlegte es 1958 ins schleswig-holsteinische Rellingen. Die Firma existiert noch heute und feierte 2019 ihr 100-jähriges Bestehen.